# Червінський Денис Вікторович
Денис Вікторович Червінський (нар. 27 грудня 1997) — український футболіст, захисник запорізького клубу «Металург».

## Життєпис
У ДЮФЛУ з 2013 по 2014 рік грав за «Зоря» (Луганськ) та ЛВУФК Луганськ.
Дорослу футбольну кар'єру розпочав 2014 року в складі «Титана» (Іршанськ). Наступного року перейшов до іншого аматорського клубу, «Мал» (Коростень). У сезоні 2015/16 років перебував у заявці «Арсеналу-Київщини», проте ігрову практику отримав лише 2016/17 сезоні. Дебютував у футболці білоцерківського клубу 24 липня 2016 року в програному (0:6) поєдинку 1-о туру Другої ліги проти франківського «Тепловика-Прикарпаття». Денис вийшов на поле в стартовому складі та відіграв увесь матч, а на 38-й хвилині отримав жовту картку. У складі «Арсеналу-Київщини» зіграв 18 матчів. У 2017 році грав за аматорські клуби «Полісся» (Городнище) та «Звягель» (Новоград-Волинський).
На початку березні 2018 року перейшов в «Інгулець-2». У футболці «Інгульця-2» дебютував 31 березня 2018 року в програному (0:4) виїзному матчі групи Б Другої ліги проти харківського «Металіста 1925». Червінський вийшов на поле в стартовому складі та відіграв увесь матч, а на 22-й хвилині отримав жовту картку. У футболці другої команди «Інгульця» зіграв 11 матчів.
У серпні 2018 року перебрався в «Поділля». У футболці хмельницького клубу дебютував 16 вересня 2018 року в нічийному (0:0) виїзному поєдинку 9-о туру групи А проти «Калуша». Денис вийшов на поле в стартовому складі та відіграв увесь матч. У складі «Поділля» зіграв 13 матчів у Другій лізі України.
На початку липня 2019 року підписав 1-річний контракт з «Нивою». Дебютував у футболці вінницького клубу 27 липня 2019 року в програному (0:1) домашньому поєдинку 1-о туру групи А Другої ліги проти житомирського «Полісся». Червінський вийшов на поле в стартовому складі, а на 85-й хвилині його замігив Деян Федорук. Першим голом у професіональній кар'єрі відзначився 13 жовтня 2019 року на 84-й хвилині програного (2:3) виїзного поєдинку 15-о туру групи А Другої ліги проти рівненського «Вереса». Денис вийшов на поле в стартовому складі та відіграв увесь матч.
У 2020 та 2021 році грав в аматорських командах «Звягель» та «Нива» (Теребовля). Після чого відправився до Польщі, де виступав за клуб третьої ліги: «Зніч» (Біла Піска). Перед стартом сезону 2022/23 підписав контракт з ПФК «Звягель», де був обраний капітаном команди.
У липні 2023 року підписав контракт з першоліговим футбольним клубом «Буковина» (Чернівці), проте вже в зимове міжсезоння за обопільною згодою покинув команду. Перебування футболіста в чернівецькому клубі тривало лише чотири місяці і за цей час він провів 6 матчів у Першій лізі та 1 — у Кубку України, але лише в одному з них провів на полі понад півгодини. Надалі кар'єру продовжив теж у першій лізі, виступаючи за закарпатський ФК «Хуст» вже в якості основного захисника.

## Досягнення
- Срібний призер Першої ліги України: 2024/25

## Цікаві факти
- Включений у збірну сезону Другої ліги України 2022/23 за версією Sportarena.com – позиція правий захисник №1[13].